# كوبا أيروأميريكان
كوبا أيروأميريكان (بالإنجليزية: Copa Iberoamericana)‏ كانت بطولة كرة قدم. وقد أنشئت لكي يتقابل الفائز ببطولة الكأس الذهبية  في أمريكا الجنوبية (Copa Oro)، وبطولة كأس ملك إسبانيا، وذلك بعد الاتفاق بين الاتحاد الإسباني لكرة القدم واتحاد أمريكا الجنوبية لكرة القدم. أقيمت البطولة مرة واحدة كانت بين ناديي بوكا جونيورز وريال مدريد في عام 1994, حيث كان الفوز من نصيب ريال مدريد.

## النتائج
| العام | الفريق المضيف     | النتيجة | الفريق الضيف | الملعب                         |
| ----- | ----------------- | ------- | ------------ | ------------------------------ |
| 1994  | ريال مدريد        | 3 - 1   | بوكا جونيورز | ملعب سانتياغو بيرنابيو (مدريد) |
| 1994  | بوكا جونيورز      | 2 - 1   | ريال مدريد   | لا بومبونيرا (بوينس آيرس)      |
| 1994  | البطل: ريال مدريد |         |              |                                |

## المصدر
- RSSSF - Copa Iberoamericana (بالإسبانية)